# Suzanne Amigues
Pour les articles homonymes, voir Amigues.
Suzanne Amigues est une helléniste et universitaire française, née le 30 mars 1937 à Lodève, et morte le 11 juillet 2022 dans la même ville. Elle est traductrice en français de l’œuvre botanique de Théophraste.

## Biographie
Suzanne Amigues naît à Lodève en 1937. Elle est la fille de Fernand Amigues, instituteur, et de Jeanne Condamine, comptable, et la sœur cadette de Gilbert Amigues. Elle fait ses études secondaires au lycée de Lodève, puis entre à la faculté des Lettres de Montpellier. Elle est agrégée de grammaire en 1959.
Elle enseigne les lettres classiques au lycée de jeunes filles de Montpellier pendant deux ans, puis au lycée de Lodève pendant six ans. Elle enseigne la langue et la littérature grecques anciennes à l'université de Montpellier à partir de 1967. Elle soutient en 1974 une thèse d'État sur les subordonnées finales en « opos » en attique classique, publiée en 1977. Elle est ensuite nommée professeure à l'université Paul-Valéry où elle enseigne jusqu'à sa retraite en 1997.

## Activités éditoriales
Elle publie la traduction en français de l'ensemble de l'œuvre de Théophraste.

## Publications

### Ouvrages
- Les Subordonnées finales en « opos » en attique classique, Klincksieck, 1977 320 p.  (ISBN 978-2252019580)
- Études de botanique antique, Paris, Institut de France, 2002, coll. « Mémoires de l'Académie des Inscriptions et Belles Lettres » 504 p.  (ISBN 2-87754-130-4).

### Édition scientifique
- Théophraste, Les Signes du temps. Les Vents, Paris, Les Belles Lettres, 2019, 238 p.
- Théophraste, Les Pierres, Paris, Les Belles Lettres, 2018, 109 p.
- Théophraste, Recherches sur les plantes Paris, Les Belles Lettres. Tome 1 : Livres I-II. LVIII-211 p. 1988. Tome 2 : Livres III-IV.X-423 p. 1989. Tome 3 : Livres V-VI. XII-264 p. 1993. Tome 4 : Livres VII-VIII. XII-237 p. 2003. Tome 5 : Livre IX. Index. 399 p. 2006.
- Théophraste, Les causes des phénomènes végétaux, Paris, Les Belles Lettres, 2012, Livres I et II. 237 p. ; 2015, Livres III et IV. 225 p. ; 2017, Livres V et VI. 259 p.
- Théophraste (trad. du grec ancien par Suzanne Amigues), Recherches sur les plantes : À l’origine de la botanique, Paris, Belin, 2010, 432 p. (ISBN 978-2-7011-4996-7).
- (fr + grc) Théophraste, Suzanne Amigues, Théophraste d’Erésos / Θεόφραστος τῆς Ἐρεσού, Éditions Mimosa, Montpellier, 2013, 52 p.

## Distinctions
- 2010 : médaille d'argent de l'Organisation pour la recherche phyto-taxonomique du bassin méditerranéen[6].
- 2016 : chevalier de la Légion d'honneur
- 2013 : membre correspondant de l'Académie des inscriptions et belles-lettres[1]